# La Olmeda (Soria)
La Olmeda es una localidad española de la provincia de Soria, partido judicial de Burgo de Osma (comunidad autónoma de Castilla y León). Pertenece al municipio de Burgo de Osma-Ciudad de Osma.

## Demografía

Término municipal de El Burgo de Osma.

En el año 1981 contaba con 26 habitantes, concentrados en el núcleo principal, pasando a 17 en 2009.

## Historia
En el censo de 1789, ordenado por el conde de Floridablanca,  figuraba como lugar  del Partido de Osma en la Intendencia de Soria,  con jurisdicción de señorío y bajo la autoridad del alcalde pedáneo, nombrado por el duque de Uceda. Contaba entonces con 35 habitantes.
A la caída del Antiguo Régimen la localidad se constituye en municipio constitucional  en la región de Castilla la Vieja que en el censo de 1842 contaba con 10 hogares y 42 vecinos, para posteriormente integrarse en Osma.
Cuenta con una atalaya de aproximadamente 9 metros de altura y 5 de diámetro,que domina desde su posición unas excelentes vistas desde la que podemos divisar la fortaleza de Gormaz al este, la atalaya del Lomero situada en el Burgo de Osma al noroeste, la de Navapalos al suroeste y finalmente la atalaya de Lodares de Osma, que por su situación en mitad de un pinar se encuentra más disimulada. En la actualidad ha sido restaurada y se ha incorporado unas escaleras para acceder a su parte superior.